# Jojo Rabbit
Jojo Rabbit är en amerikansk satirisk svart komedifilm från 2019. Filmen är regisserad av Taika Waititi som även skrivit manus, och är baserad på novellen Caging Skies av Christine Leunens.  
Filmen hade sin världspremiär vid den 44:e Toronto International Film Festival den 8 september 2019, där den vann toppriset Grolsch People's Choice Award. Den valdes av National Board of Review och American Film Institute, som en av årets tio bästa filmer. Vid 92:a upplagan av Oscarsgalan fick filmen en nominering i Oscar för bästa film och Scarlett Johansson för bästa kvinnliga biroll. Taika Waititi vann en Oscar för bästa manus efter förlaga. Filmen hade premiär i Sverige den 10 januari 2020, utgiven av 20th Century Fox.

## Handling
Filmen, en satir av vardagslivet i Nazityskland under andra världskriget, följer en tioårig Hitlerjugend-pojke som får problem med känslor och moraliska dilemman när han finner att hans mamma gömmer en tysk-judisk flicka på deras vind. Han hamnar i en psykologisk-politisk konflikt mellan sin låtsasvän Adolf Hitler (som metaforiskt symboliserar pojkens nazistiskt indoktrinerade världsåskådning) och sitt eget undanträngda förnuft och känsloliv. Sakta börjar han konfrontera sina fördomar och idéerna som han vuxit upp med under nazistpartiet.

## Rollista (i urval)
| - Roman Griffin Davis – Johannes"Jojo" Betzler - Thomasin McKenzie – Elsa - Scarlett Johansson – Rosie - Taika Waititi – Adolf Hitler - Sam Rockwell – Captain Klenzendorf - Rebel Wilson – Fraulein Rahm - Alfie Allen – Finkel - Stephen Merchant – Deertz | - Archie Yates – Yorki - Luke Brandon Field – Christoph - Sam Haygarth – Hans - Stanislav Callas – Rysk soldat - Joe Weintraub – Herr Junker - Brian Caspe – Herr Mueller - Gabriel Andrews – Herr Klum - Billy Rayner – Herr Frosch |